# Мухаммад Кули Кутб-шах
Мухаммад Кули Кутб-шах (4 апреля 1565 — 11 января 1612) — пятый султан Голконды из династии Кутб-шахов (1580—1612), основатель Хайдерабада. Известен также, как выдающийся поэт, писавший на языках урду, фарси и телугу.

## Правление

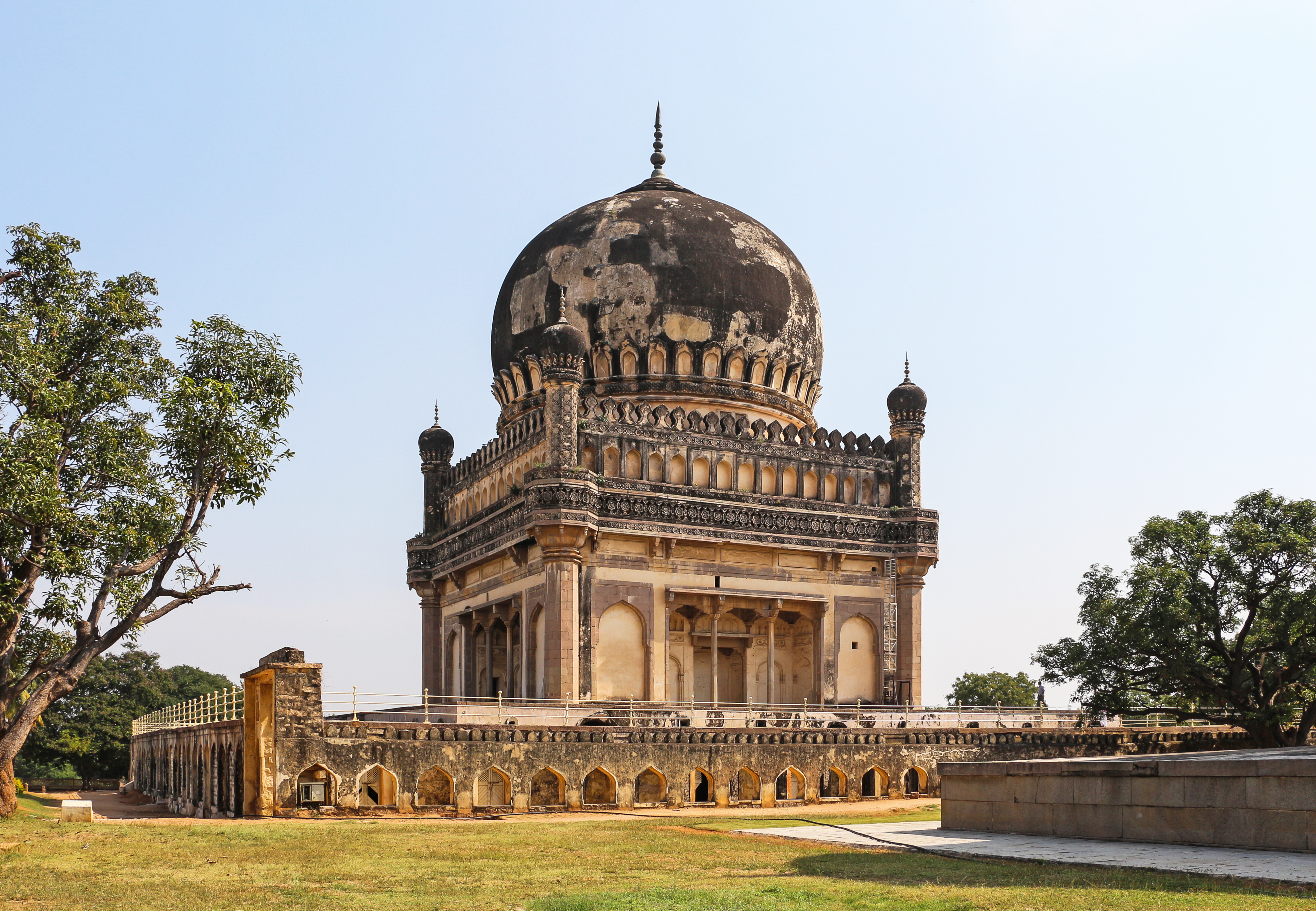
Мавзолей Мухаммада Кули Кутб-шаха в Хайдарабаде

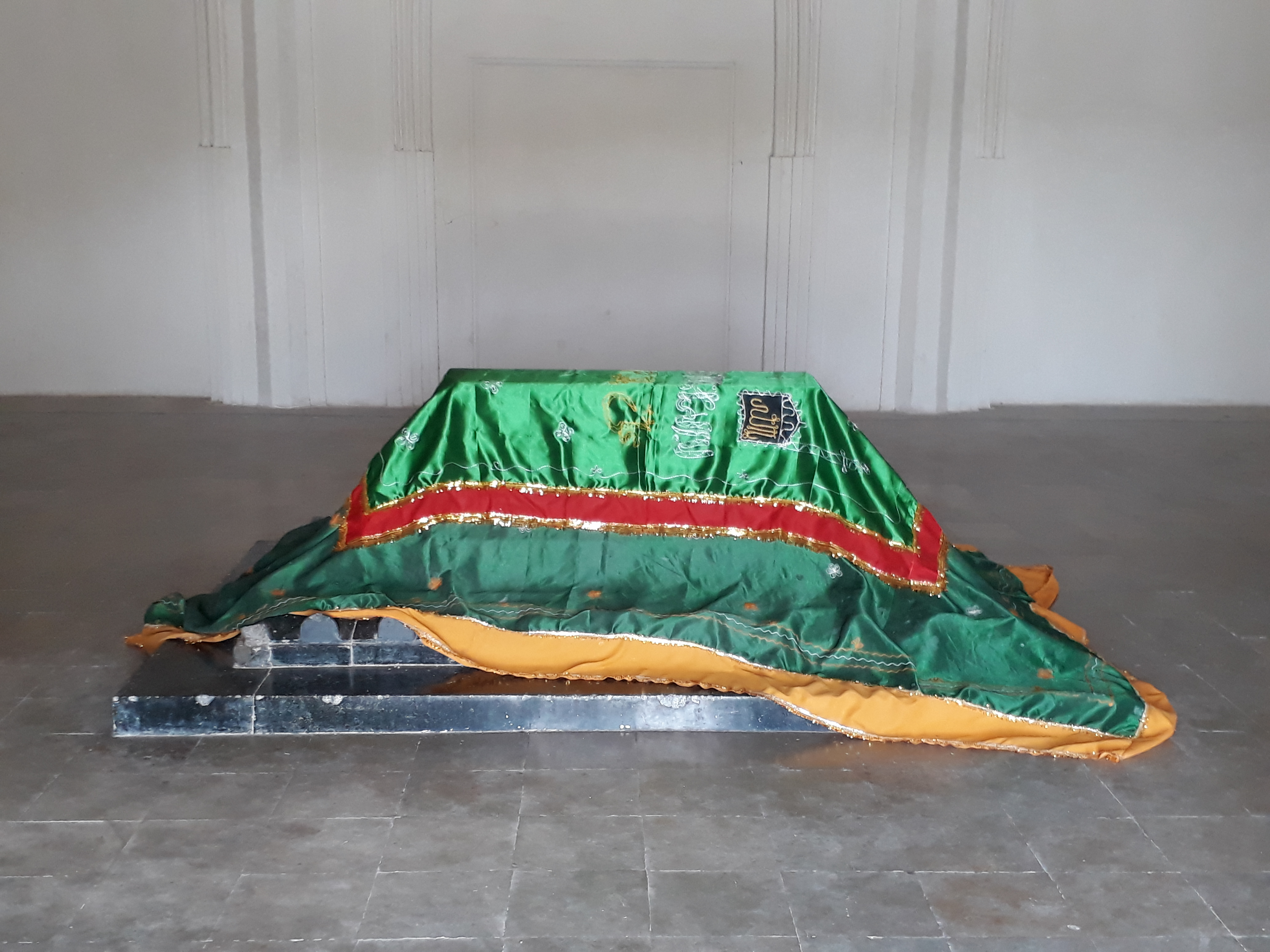
Гробница Мухаммада Кули Кутб-шаха

Мухаммад Кули, третий сын султана Ибрагима Кули Кутб-шаха (1518—1580), четвертого султана Голконды (1550—1580). После смерти своего отца Мухаммад Кули Кутб-шах вступил на престол Голконды в 1580 году. Его правление часто рассматривается как период наибольшего расцвета династии Кутб Шахов. Он вступил на султанский престол в 1580 году в возрасте 15 лет и правил в течение 31 года.
В 1591 году султан основал новую столицу государства, Хайдарабад, на берегу реки Муси. По одной из версий, город назван в честь любимой жены Кутб-шаха, Хайдер Махал. Во время правления Мухаммада Кули Кутб-шаха в Хайдерабаде была возведена широко известная мечеть Чарминар.

## Литературная деятельность
Кутб-шах был известен как один из наиболее выдающихся поэтов своего времени. Он писал стихи на языке урду (точнее, на его южном диалекте дакхини), тогда как до этого мусульманские поэты Индии в основном пользовались языком фарси. Под влиянием Кутб-шаха и других мусульманских поэтов Декана урду стал использоваться и в поэзии северной Индии. Большинство произведений Султана носят светский характер, содержат описания природы, индусских и мусульманских праздников.
Мухаммад Кутб-шах, не имея сыновей, в 1607 году усыновил своего племянника Султана Мухаммада Кутб-шаха (1582—1626), женив его на своей дочери.